# Kiéré (Silly)
Pour les articles homonymes, voir Kiéré.
Kiéré est une commune rurale située dans le département de Silly de la province de Sissili dans la région du Centre-Ouest au Burkina Faso.